# Quattro continenti

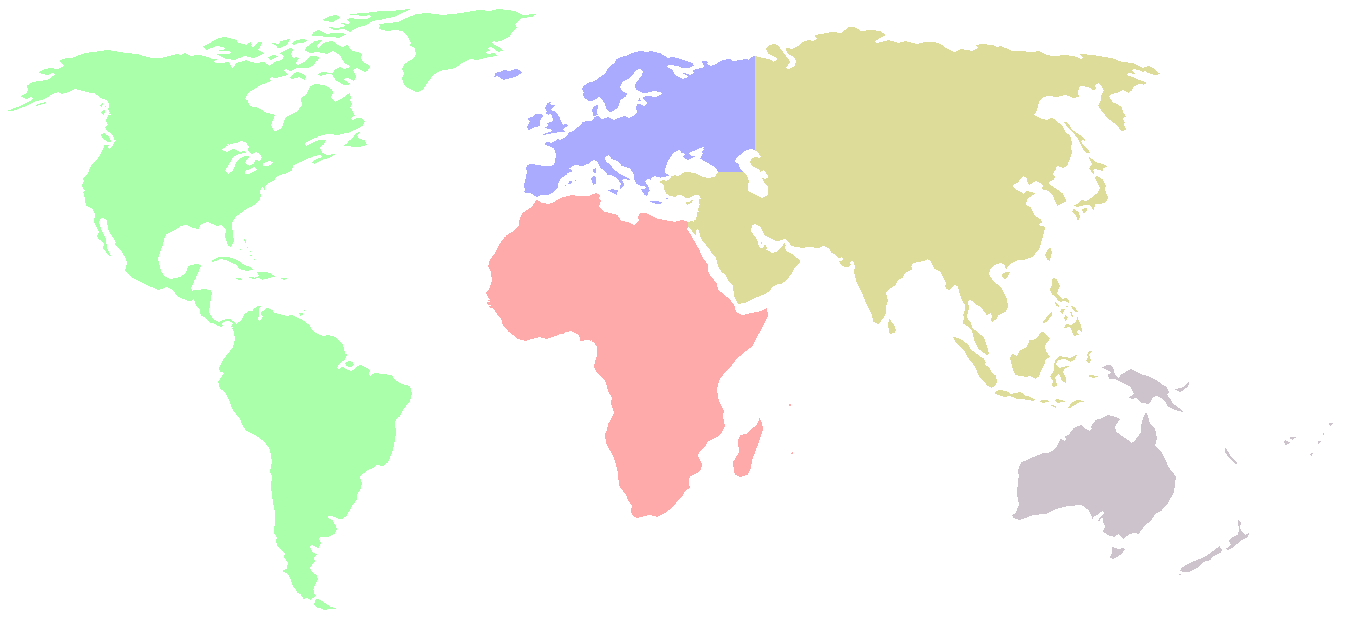
I quattro continenti e l'Oceania, che venne scoperta in seguito.

Gli europei del sedicesimo secolo dividevano il mondo in quattro continenti: Africa, America, Asia, Europa. Ognuno dei continenti rappresentava uno dei quadranti del mondo e corrispondeva ad un punto cardinale: Europa il nord, l'Asia l'est, l'Africa il sud e l'America l'ovest. Il termine "quattro angoli del mondo" si riferisce proprio all'associazione dei quattro punti cardinali ai continenti.
Questa divisione dei continenti ben si adattava alla mentalità rinascimentale del tempo, che aveva diviso il mondo nelle quattro stagioni, nei quattro elementi, nei quattro punti cardinali, nelle quattro virtù classiche...

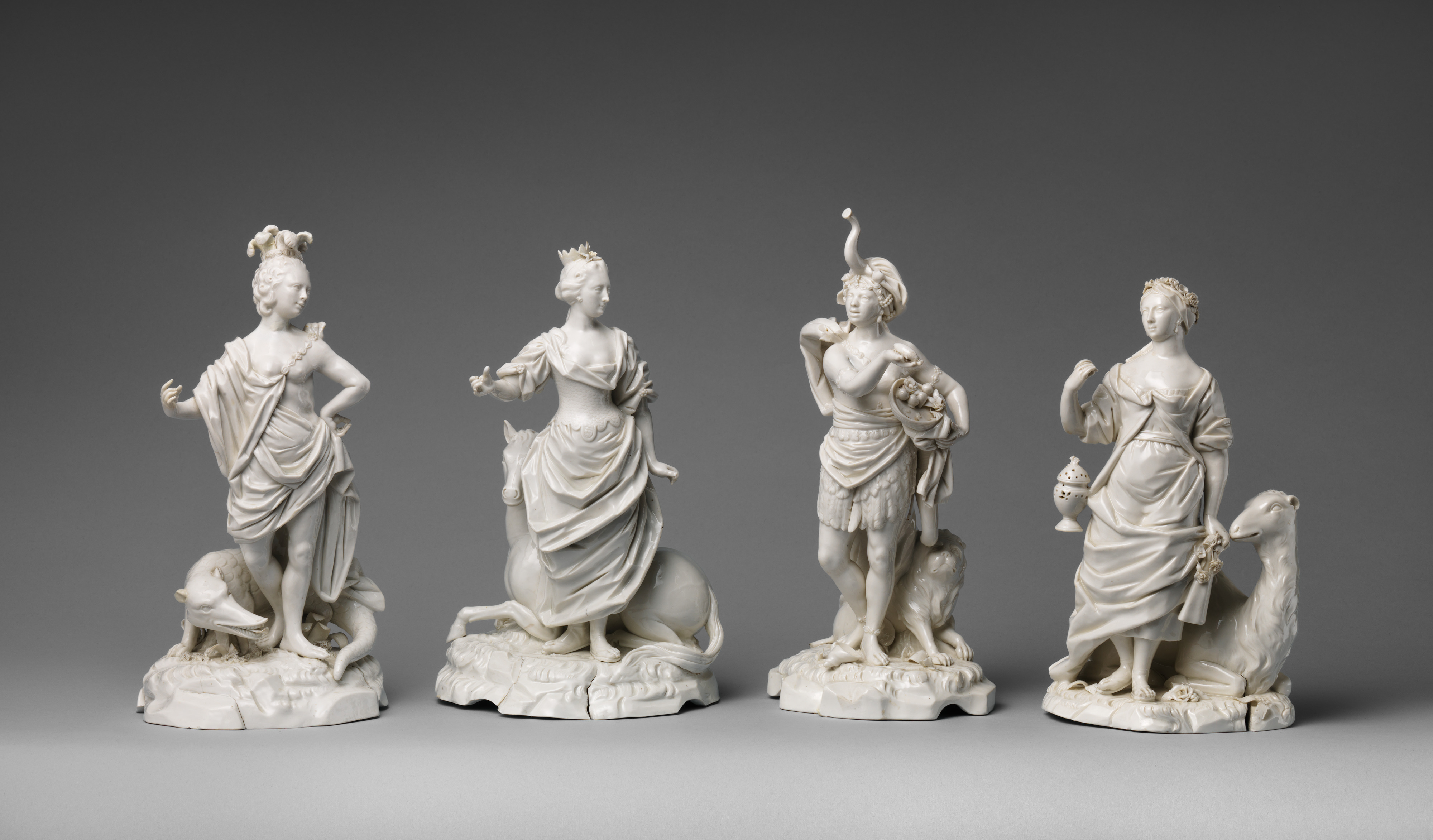
Un servizio di figure di porcellana del 1780 circa raffiguranti (da sinistra verso destra) l'America, l'Europa, l'Africa e l'Asia personificate.

Dal sedicesimo secolo al diciottesimo le personificazioni dei quattro continenti furono un tema artistico che godette di ampia popolarità, dalla pittura alla scultura, dalle stampe e dalle incisioni ai servizi di porcellana. Queste personificazioni potevano trovarsi su monumenti a quattro lati (come la fontana dei Quattro Continenti a Trieste e il monumento a Cervantes di Madrid) o davanti ad una singola facciata. I continenti personificati avevano molto spesso attributi femminili e il loro aspetto era basato su un'iconografia che rappresentava ogni continente: l'Europa era vestita elegantemente e con abiti regali, l'Asia era vestita con abiti esotici, l'Africa e l'America erano semisvestite ed erano caratterizzate da vari attributi esotici.

## I tre angoli del mondo

Il mondo allora noto visto dal filosofo greco Anassimandro.

Prima della scoperta del Nuovo Mondo, secondo il punto di vista europeo nella geografia classica e medioevale il mondo era diviso in "tre parti", ossia Europa, Asia e Africa. Nella prima metà del quindicesimo secolo, il traduttore francese di letteratura latina Laurent de Premierfait affermava che

## La scoperta del quarto angolo
Per i lettori di Laurent l'Asia finiva con il "mare nostro", il mar Mediterraneo; gli europei dell'epoca conoscevano appena la catena degli Urali, che divide l'Europa dall'Asia nella geografia moderna, e che rappresenta la sutura tra i due continenti, o cratoni. All'epoca gli europei ritenevano che la divisione tra questi due continenti fosse l'Ellesponto (lo stretto dei Dardanelli). Con l'era delle grandi scoperte si ritenne che l'inizio dell'Asia fosse l'Asia minore, dove un tempo si trovava la provincia romana dell'Asia, ed il continente si estendeva fino a delle terre all'inizio lontane ed esotiche, ovvero l'Oriente.
In seguito, con la scoperta dell'America, i continenti noti agli europei divennero quattro.

## Iconografia

### Iconologiadi Cesare Ripa

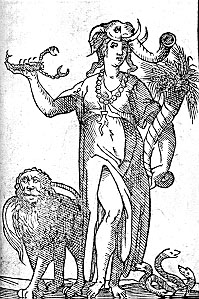
L'Africa in un'illustrazione dell'Iconologia di Cesare Ripa.

Nel 1593, Cesare Ripa pubblicò un celebre libro di emblemi intitolato Iconologia, il quale contiene moltissime raffigurazioni allegoriche di concetti astratti. L'opera venne ristampata e aggiornata varie volte. In un capitolo, il testo descriveva le personificazioni dei quattro continenti e, a partire dal 1603, vennero realizzate delle illustrazioni dei personaggi: tali illustrazioni ebbero un'influenza tale da aver influenzato le rappresentazioni iconografiche dei quattro continenti per i due secoli successivi.
L'Europa è raffigurata come una donna vestita con abiti eleganti ed indossa una corona. Ai suoi piedi si trovano la tiara papale e le corone dei re europei, a simboleggiare il suo predominio su tutti i continenti (secondo la concezione dell'epoca). Una cornucopia simboleggia l'abbondanza del continente europeo ed il tempio in miniatura che la donna regge in una mano simboleggia il cristianesimo. Dietro la donna si trovano un cavallo e molte armi, simboli della potenza militare europea. Sono presenti delle somiglianze con l'iconografia nota come Europa regina.
L'Africa indossa un copricapo a forma di testa di elefante ed è accompagnata da alcuni animali, come il leone, lo scorpione del deserto e gli aspidi. L'Africa tiene in mano una cornucopia, la quale simboleggia la fertilità e l'abbondanza di alcune zone del continente (se si esclude ovviamente il deserto del Sahara). Questa raffigurazione dell'Africa riprende delle monete di epoca romana che raffiguravano la personificazione dell'Africa come provincia romana (un territorio che si estendeva dalle coste dell'odierna Tunisia e della Libia). Altre raffigurazioni di epoca rinascimentale e barocca rappresentano l'Africa seminuda o nuda, poiché simbolizzava la percezione europea dell'epoca dell'Africa come una terra non civilizzata e selvaggia. Alcune iconografie dell'opera di Cesare Ripa raffigurano l'Africa con la pelle chiara, ma in seguito si diffuse la rappresentazione con la pelle scura, poiché identificava meglio il continente rispetto agli altri quattro.
L'Asia di Ripa riprende la percezione europea dell'epoca di questo continente, visto come un luogo pieno di spezie esotiche e di seta. L'Asia indossa un abito esotico e tiene in mano un incensiere. Il clima per lo più caldo del continente è rappresentato dalla ghirlanda di fiori che porta tra i capelli. Accanto all'Asia c'è un cammello che si riposa.
L'America è rappresentata da una fanciulla nativa americana con un copricapo di piume, un arco e delle frecce. Ai suoi piedi sono presenti dei serpenti. Si pensa che l'America di Ripa rappresenti un'amazzone favolosa del Rio delle Amazzoni. In altre raffigurazioni della personificazione dell'America, tra i simboli che connotavano la natura selvaggia del continente erano anche presenti degli animali non appartenenti alla fauna del continente, come il leone. Nel diciassettesimo secolo c'era uno scambio di flora e di fauna nelle raffigurazioni dell'Africa e dell'America per l'associazione del clima tropicale sudamericano a quello africano.
Oltre a trovarsi in un paesaggio selvaggio, l'America era dipinta come un luogo selvaggio e feroce, secondo la concezione europea dell'epoca: non a caso, l'America è la più bellicosa dei continenti descritti da Ripa. Secondo Claire Le Corbeiller questa personificazione delle Americhe "era generalmente immaginata come una selvaggia feroce, leggermente diversa dall'uomo selvatico della tradizione medioevale."
La silografia raffigura l'America che calpesta una testa umana, che rappresenta il cannibalismo di alcune popolazioni delle Americhe. Nelle raffigurazioni dell'epoca la ferocia dei popoli delle Americhe era simboleggiata dagli arti smembrati dei nemici, dalle teste mozzate e dalla seminudità. È pur vero che con il tempo l'immagine dell'America selvaggia venne "addolcita" dalla conquista europea, trasformandola in una "principessa indiana."

### Altre raffigurazioni

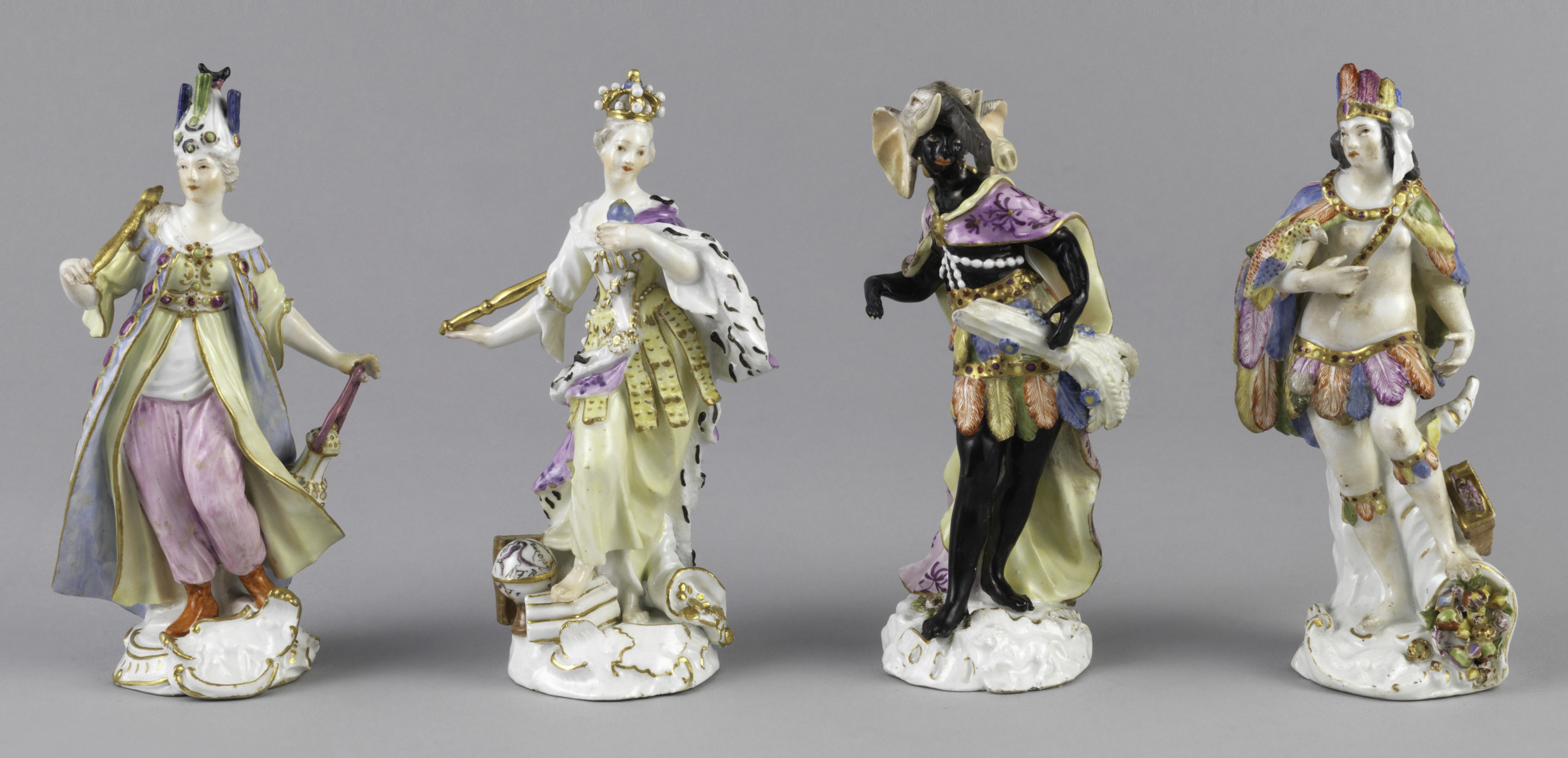
Un servizio di figure di porcellana del 1775 proveniente dalla collezione di James Hazen Hyde. Da sinistra verso destra: l'Asia, l'Europa, l'Africa e l'America.

Il filantropo e milionario statunitense James Hazen Hyde, che ereditò la compagnia Equitable Life Assurance Society (oggi nota come Equitable Holdings) in quanto figlio del fondatore, ha raccolto una collezione di stampe allegoriche raffiguranti i quattro Continenti e che ora si trovano nella New-York Historical Society; i disegni collezionati da Hyde ed un servizio di ornamenti da tavolo in porcellana raffiguranti il medesimo tema artistico sono stati condivisi da vari musei di Nuova York.
Durante l’epoca rinascimentale ad ogni continente veniva associato un fiume che lo rappresentasse: l’Europa era rappresentata dal Danubio, l’Africa dal Nilo, l’Asia dal Gange e l’America dal Rio della Plata. Nel diciassettesimo secolo il tema dei quattro fiumi venne ripreso dallo scultore Gian Lorenzo Bernini per la Fontana dei Quattro Fiumi, situata a Piazza Navona, a Roma, e dal pittore Pietro Paolo Rubens per il dipinto I quattro continenti, che raffigura le personificazioni dei continenti insieme alle personificazioni dei rispettivi fiumi. Anche nella scultura berniniana e nel dipinto rubensiano sono presenti degli animali che rappresentano la fauna dei vari continenti.

## Declino dell'iconografia

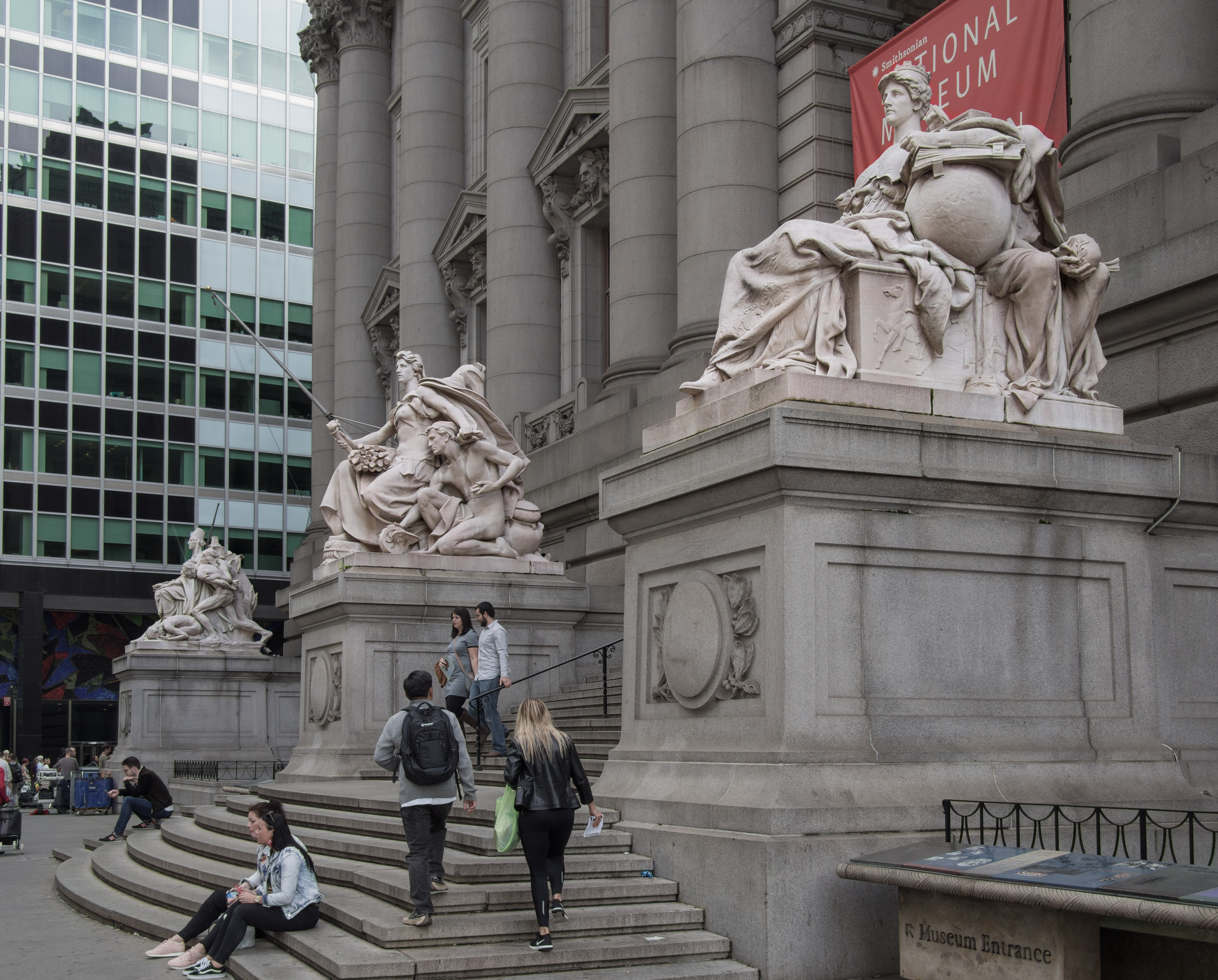
Le statue di Daniel Chester French situate davanti al palazzo della dogana nuovaiorchese.

Dopo la scoperta dell'Australia, e quindi dell’Oceania, il tema dei quattro Continenti cominciò a svanire, ancora prima della scoperta del sesto continente, ovvero l'Antartide. L'iconografia dei quattro Continenti sopravvisse nel tema artistico dei “Quattro angoli del mondo”, ma solo in contesti classicheggianti: un esempio sono quattro gruppi scultorei realizzati dallo statunitense Daniel Chester French nel 1907 per l'Alexander Hamilton U.S. Custom House (palazzo della dogana) di New York, oppure la fontana delle Quattro Parti del Mondo nei pressi dell'osservatorio di Parigi. Un altro esempio tardivo dell'iconografia dei quattro Continenti sono i mosaici della galleria Vittorio Emanuele II di Milano, risalenti al 1921 (a loro volta copie dei dipinti originali del 1867).

## Galleria d'immagini

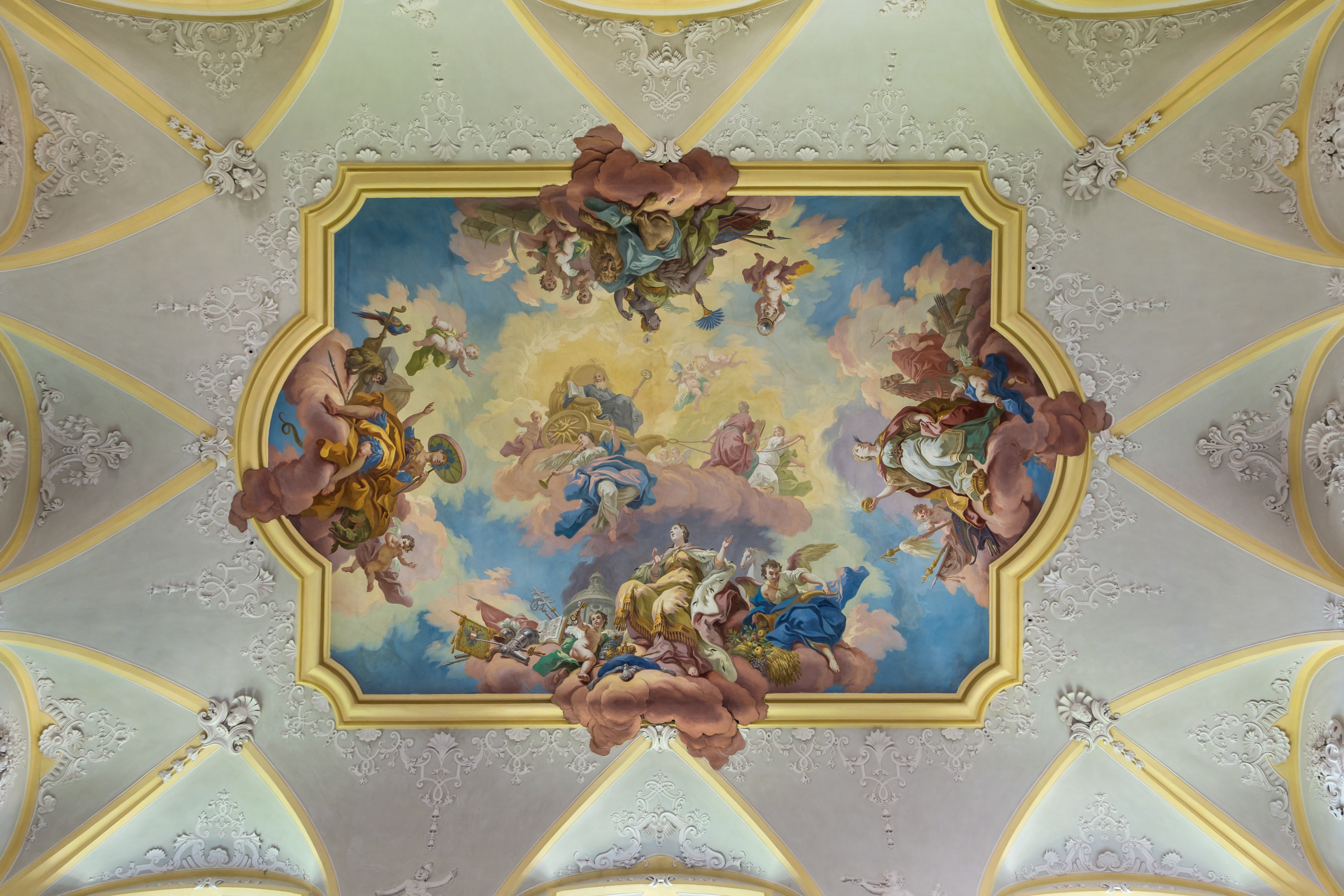
I quattro continenti in un affresco dell'abbazia di Seitenstetten, in Austria, realizzato da Bartolomeo Altomonte nel 1744.
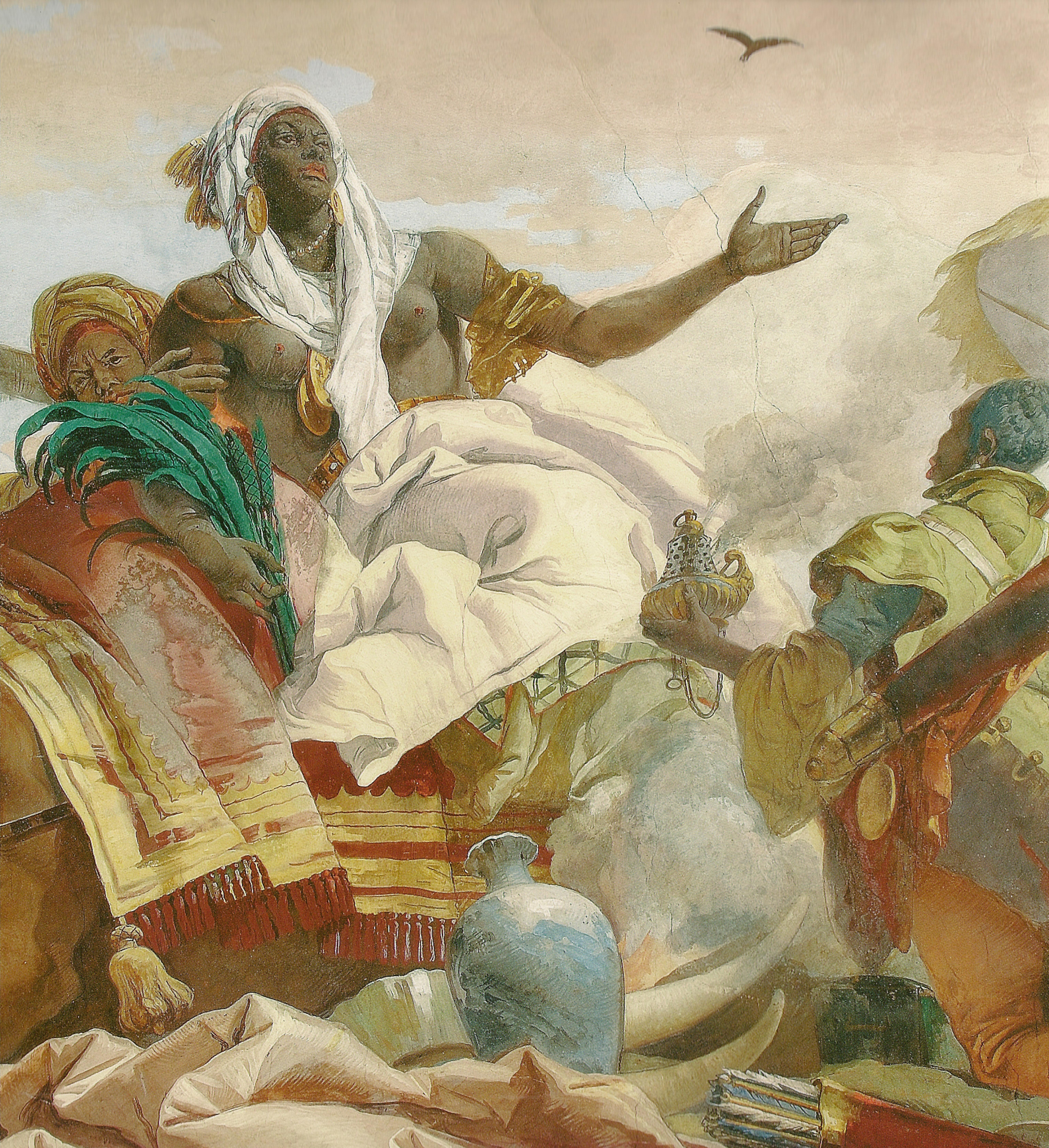
L'Africa nell'affresco Apollo e i quattro continenti di Giambattista Tiepolo, realizzato nel 1752 circa.
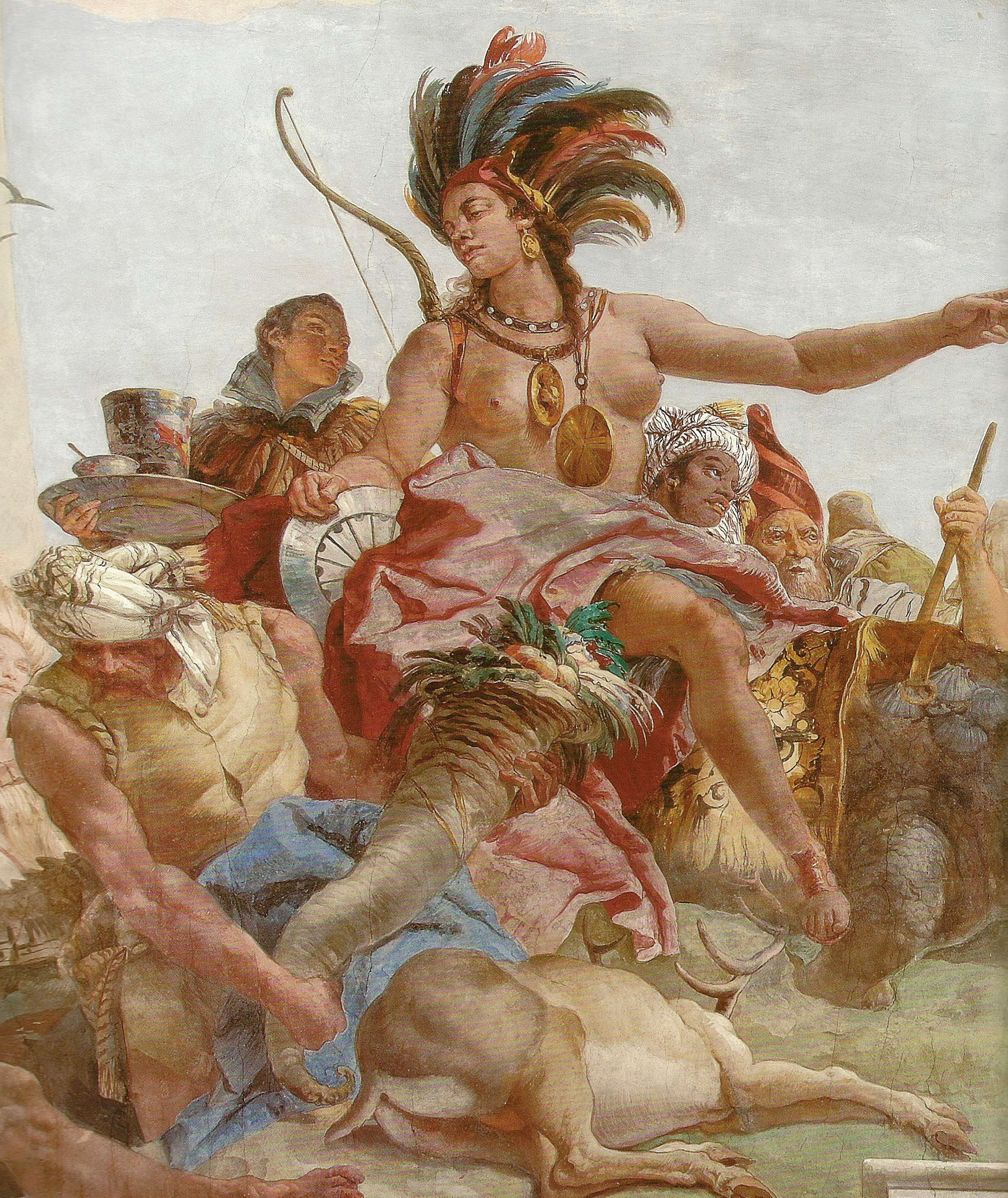
L'America nell'affresco Apollo e i quattro continenti di Giambattista Tiepolo, realizzato nel 1752 circa.
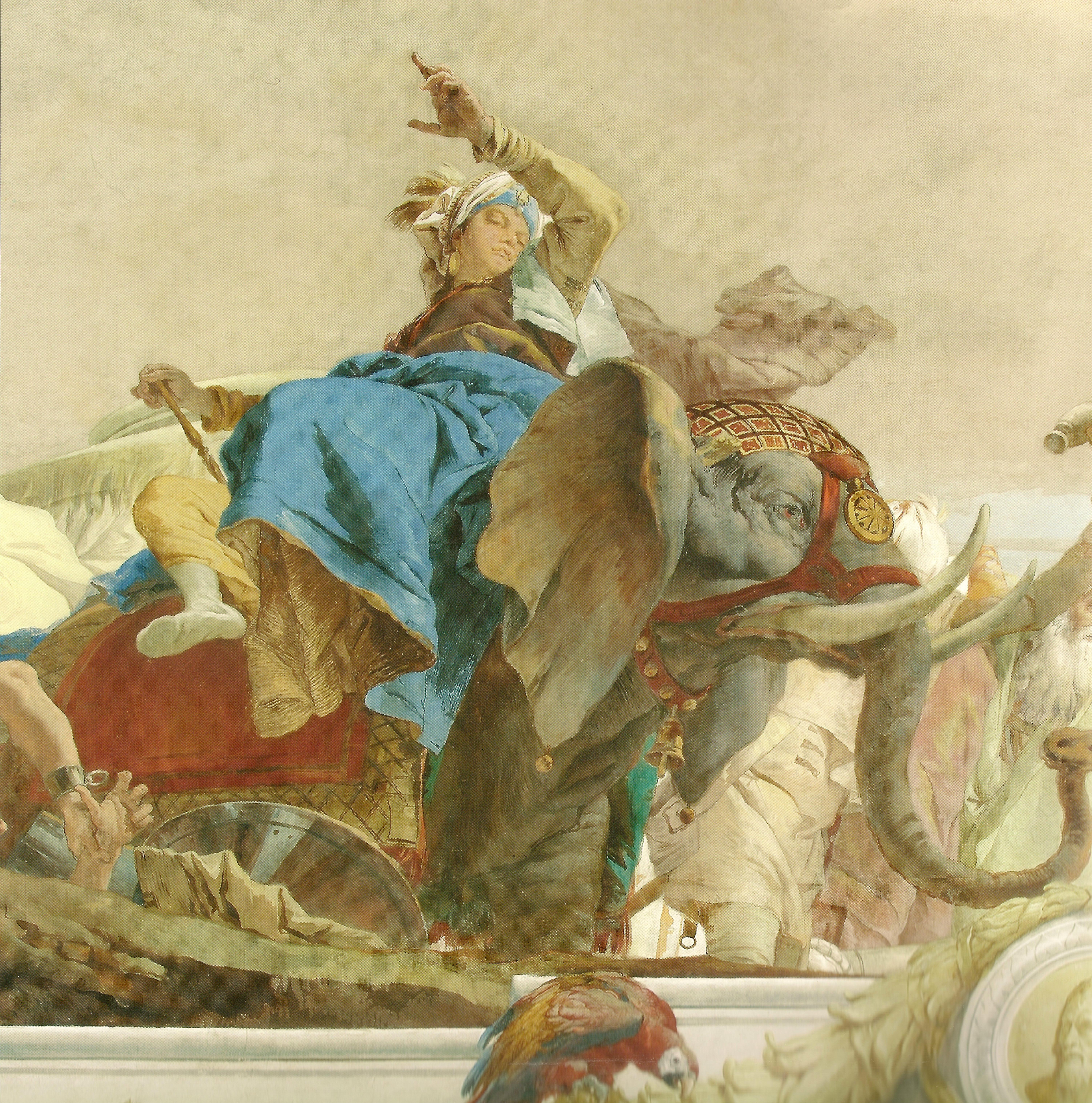
L'Asia nell'affresco Apollo e i quattro continenti di Giambattista Tiepolo, realizzato nel 1752 circa.
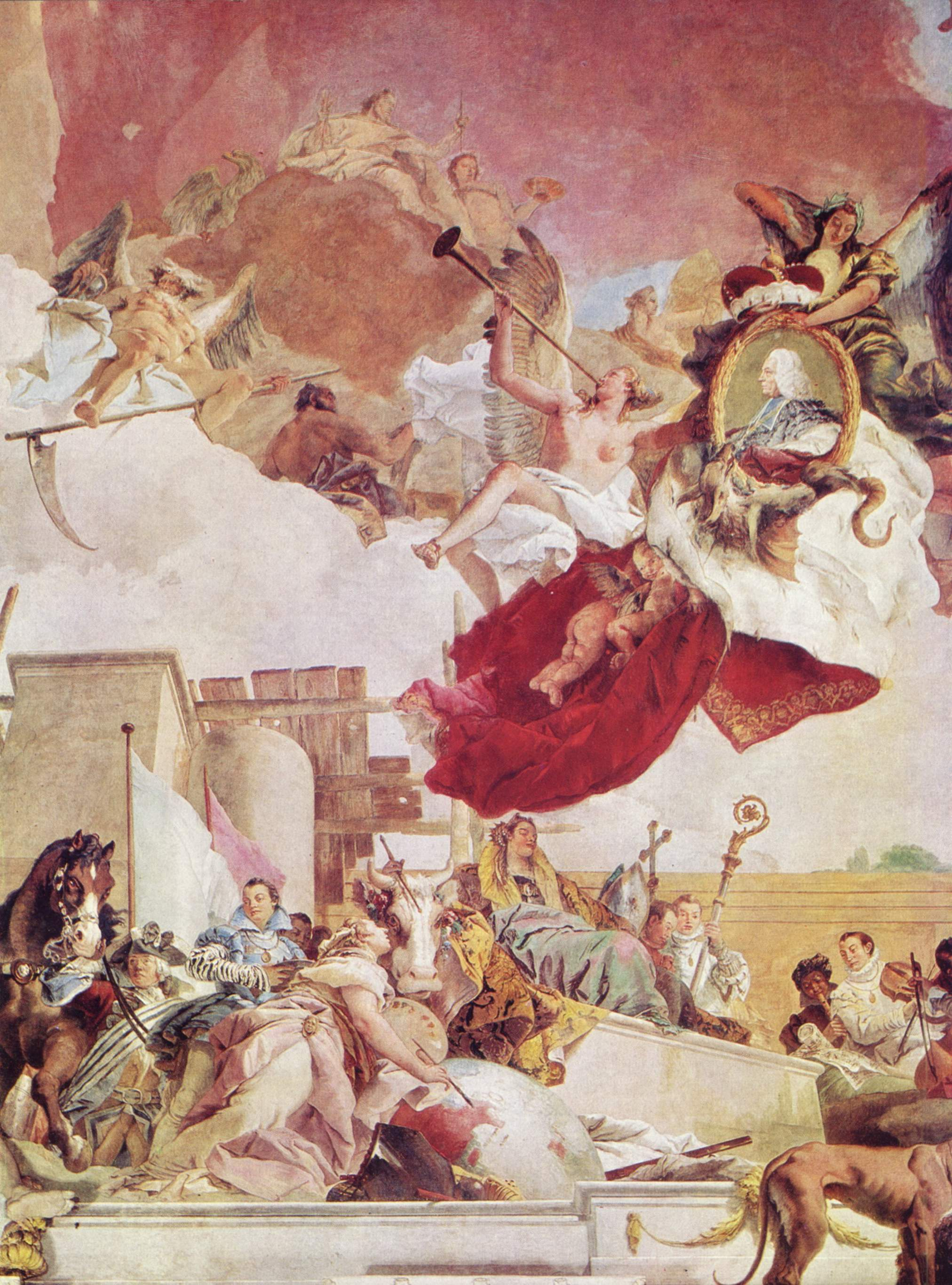
L'Europa (in basso, verso il centro) nell'affresco Apollo e i quattro continenti di Giambattista Tiepolo, realizzato nel 1752 circa.
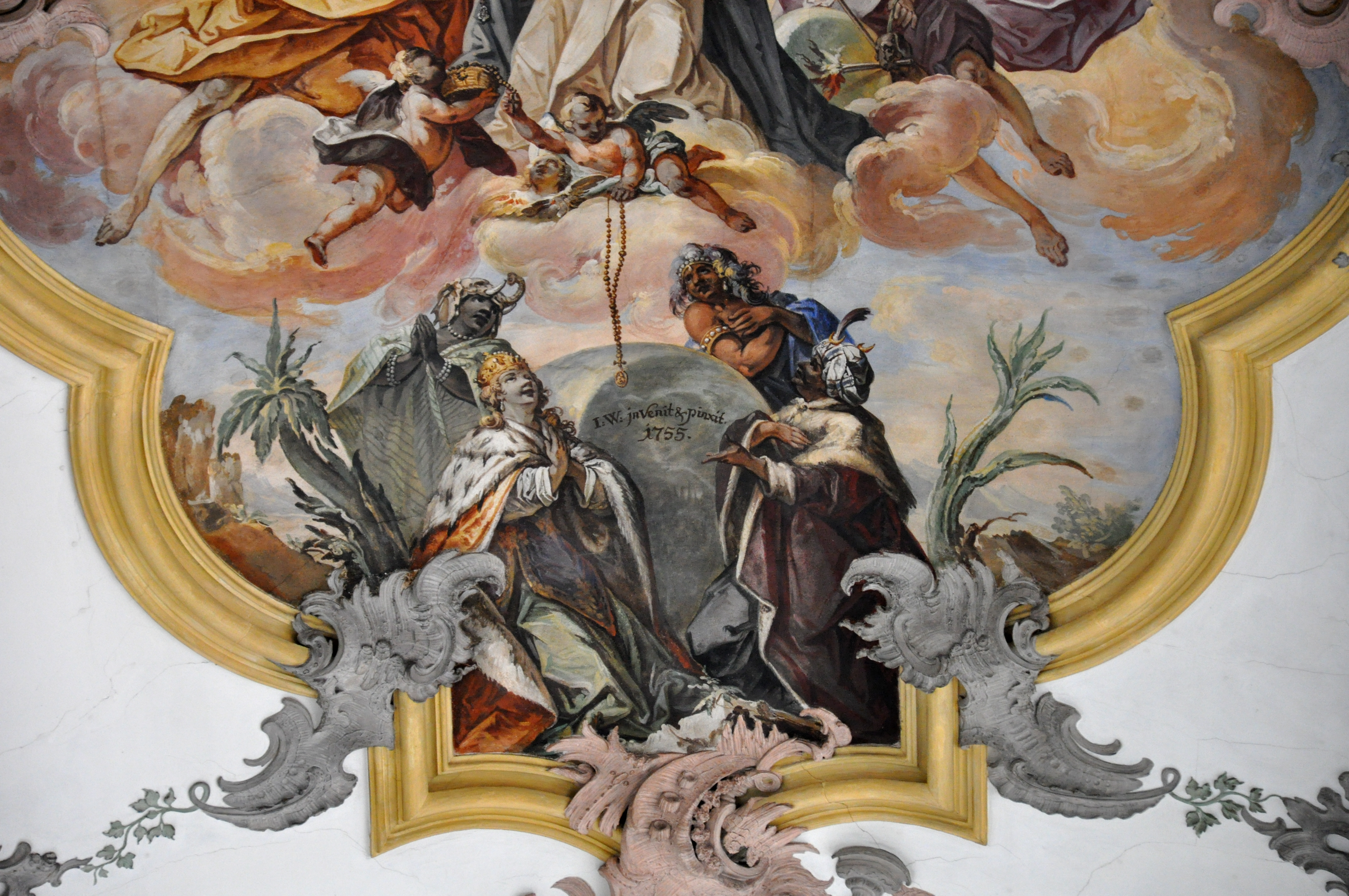
I quattro continenti in dettaglio di un affresco realizzato da Joseph Wannenmacher nel 1755 e situato a Rottweil.